# East Bridgewater (Massachusetts)
East Bridgewater é uma vila localizada no condado de Plymouth no estado estadounidense de Massachusetts. No Censo de 2010 tinha uma população de 13.794 habitantes e uma densidade populacional de 303,75 pessoas por km².

## Geografia
East Bridgewater encontra-se localizado nas coordenadas 42° 02′ 14″ N, 70° 56′ 26″ O. Segundo o Departamento do Censo dos Estados Unidos, East Bridgewater tem uma superfície total de 45.41 km², da qual 44.57 km² correspondem a terra firme e (1.85%) 0.84 km² é água.

## Demografia
Segundo o censo de 2010, tinha 13.794 pessoas residindo em East Bridgewater. A densidade populacional era de 303,75 hab./km². Dos 13.794 habitantes, East Bridgewater estava composto pelo 95.25% brancos, o 1.57% eram afroamericanos, o 0.2% eram amerindios, o 0.85% eram asiáticos, o 0% eram insulares do Pacífico, o 0.67% eram de outras raças e o 1.46% pertenciam a duas ou mais raças. Do total da população o 1.48% eram hispanos ou latinos de qualquer raça.